# Championnat du Guatemala de football de deuxième division
Primera División de Ascenso ou Primera División de Guatemala est la deuxième ligue de football la plus importante du pays guatémaltèque, anciennement Liga Major "B".